# Piotr Mierzewski
Piotr Adam Mierzewski (ur. 5 września 1950 w Gdyni, zm. 13 września 2023) – polski lekarz i urzędnik państwowy, działacz opozycyjny w PRL, w latach 1989–1992 podsekretarz stanu w Ministerstwie Zdrowia i Opieki Społecznej.

## Życiorys
Syn Mieczysława i Mieczysławy. W czasie protestów z grudnia 1970 był sanitariuszem w pogotowiu w Gdyni. Ukończył studia medyczne. Od 1975 do 1984 starszy asystent Zakładu Biostatyki i Informatyki Instytutu Medycyny Społecznej Akademii Medycznej w Gdańsku, od 1985 pracował w Klinice Nefrologii Dziecięcej AM w Gdańsku. W latach 80. został sekretarzem Sekcji Służby Zdrowia i członkiem sekcji krajowej NSZZ „Solidarność”, współpracując blisko z Aliną Pienkowską. Był wiceszefem zakładowej „S” na Akademii Medycznej w Gdańsku oraz kierował zespołem opracowującym projekt reformy podstawowej opieki zdrowotnej. W okresie stanu wojennego internowany w ośrodku odosobnienia w Iławie. Był rozpracowywany przez Służbę Bezpieczeństwa, a w procesie sądowym oskarżono go z art. 122 kodeksu karnego o zdradę ojczyzny.
30 września 1989 został podsekretarzem stanu (pierwszym wiceministrem) w Ministerstwie Zdrowia i Opieki Społecznej z rekomendacji Aliny Pienkowskiej, odpowiadając m.in. za reformę systemu zdrowotnego. We wrześniu 1992 złożył dymisję, zakończył pełnienie funkcji 30 października tego samego roku. W latach 1992–1993 dyrektor Narodowego Instytutu Zdrowia. Od 1994 do 2011 pracował w Departamencie Zdrowia Publicznego w Radzie Europy, gdzie doszedł do stanowiska szefa.
W 1971 ożenił się z Hanną (obecnie dr hab. n. med, specjalistka pediatrii, genetyk kliniczny), z tego związku urodziła się córka Magdalena.
W 1982 ożenił się z prawniczką Magdaleną (córką Olgi Krzyżanowskiej), z którą miał córkę Natalię i syna Krzysztofa.

## Odznaczenia
Otrzymał Złoty Krzyż Zasługi (2010) i Krzyż Oficerski Orderu Odrodzenia Polski (2012).